# Grisin de Sick
Terenura sicki
Espèce
Statut de conservation UICN

 CR  : 
En danger critique
Le Grisin de Sick (Terenura sicki) est une espèce de passereaux d'Amérique du Sud de la famille des Thamnophilidae.
Son nom est attribué à l'ornithologue brésilien Helmut Sick (1910–1991).

## Répartition et habitat
Il est endémique du nord-est du Brésil. Il vit dans les hautes strates de la forêt tropicale humide, entre 400 et 700 m d'altitude.
Il est menacé par la perte de son habitat